# 72826
72826 - первая демо запись группы Tool, вышедшая в 1991 году
Список композиций:
1. Cold and Ugly
2. Hush
3. Part of me
4. Crawl away
5. Sober
6. Jerk-off

Позже песни Hush и Part of me и лайв версии Cold and Ugly  и Jerk-off были включены в ep Opiate 1992 года (лайв версия Part of me также выходила в бокс-сетте Salival 2000 года), а песня Sober появилась на их первом альбоме Undertow